# Kari Swenson
Kari Swenson (ur. w 1962) – amerykańska biathlonistka, brązowa medalistka mistrzostw świata. Największy sukces w karierze osiągnęła w 1984 roku, kiedy wspólnie z Holly Beatie i Julie Newman zajęła trzecie miejsce w sztafecie na mistrzostwach świata w Chamonix. Na tej samej imprezie zajęła też piąte miejsce w biegu indywidualnym i trzynaste w sprincie. Była też między innymi siódma w sztafecie podczas mistrzostw świata w Falun dwa lata później. Starty te były jednocześnie zaliczane do klasyfikacji Pucharu Świata, tym samym zdobyła również pucharowe punkty. Nigdy nie wzięła udziału w igrzyskach olimpijskich.

## Osiągnięcia

### Mistrzostwa świata
| Rok  | Miejscowość | Konkurencje | Konkurencje | Konkurencje | Konkurencje | Konkurencje | Konkurencje | Konkurencje |
| Rok  | Miejscowość | IN          | SP          | PU          | MS          | RL          | MR          | SR          |
| ---- | ----------- | ----------- | ----------- | ----------- | ----------- | ----------- | ----------- | ----------- |
| 1984 | Chamonix    | 5.          | 13.         | nd.         | nd.         | 3.          | nd.         | –           |
| 1985 | Egg         | 27.         | 26.         | nd.         | nd.         | –           | nd.         | –           |
| 1986 | Falun       | 22.         | 25.         | nd.         | nd.         | 7.          | nd.         | –           |

### Puchar Świata

#### Miejsca w klasyfikacji generalnej
| Sezon     | Miejsce |
| --------- | ------- |
| 1983/1984 | ?       |
| 1984/1985 | -       |
| 1985/1986 | ?       |